# Horst Schneider (Komponist)
Horst Paul Johannes Schneider (* 26. Juni 1911 in Grumbach (Erzgebirge); † 1978) war ein deutscher Komponist, Dirigent und Musikpädagoge.

## Leben und Werk
Horst Schneider stammte aus einer Pfarrerfamilie. Er war der älteste Sohn. Er studierte bei Philipp Jarnach an der Musikhochschule Köln, bei Karl Straube und Kurt Thomas an der Musikhochschule Leipzig und an der Musikhochschule Stuttgart. An letztgenannter Institution legte er 1956 das Staatsexamen für Schulmusik ab.
Er wirkte als Erster Kapellmeister der Städtischen Bühnen Lübeck und Königsberg (1934–1944) sowie in Hannover (1947) und Freiburg im Breisgau (1949–1953). 1962 wurde er Professor und Leiter der Abteilung Schulmusik an der Freiburger Musikhochschule. Bis 1973 war er Leiter der Staufener Musikwoche.
Horst Schneider schrieb vor allem Ballette und Chorwerke, darunter die Ballette Die grünen Hosen (Königsberg 1934) und Vagabunden (Braunschweig 1941) sowie das Psalmengebet für zwei Soli, gemischten Chor und Orchester (1951).
Horst Schneider und seine Frau Anneliese (geb. Rademacher, 1907–1948), die sich 1931 in Leipzig kennenlernten, waren Eltern der Schriftsteller Peter Schneider (* 1940) und Michael Schneider (* 1943) und zweier weiterer Kinder. Anneliese war eine Tochter von Walther Rademacher. Die Familie hatte sich nach dem Zweiten Weltkrieg im oberbayerischen Grainau im Haus des Großvaters von Anneliese Schneider niedergelassen. Nach dem frühen Tod seiner Frau 1948 und einer erneuten Heirat zogen Horst Schneider und Familie 1950 von Grainau nach Freiburg im Breisgau. In seinem auf Briefen der Mutter basierenden Familienroman (fast einer Familienaufstellung) Die Lieben meiner Mutter (2013) thematisiert Peter Schneider auch seinen Vater Horst (im Roman als „Heinrich“). Der Feuilletonist Elmar Krekeler von der Welt resümiert 2013 in einer Besprechung dieses Buches: „Dass sein Vater [Horst Schneider] in der Wolfsschanze musizierte und seine Mutter auf der Flucht nach Bayern ausgerechnet bei Winifred Wagner im Bayreuther Festspielhaus Asyl fand, bei der Obernazisse im Heiligtum Hitlers, macht ihm [Peter Schneider] zu schaffen.“